# Palača Beit ed-Dine
Palača Beit ed-Dine (arabsko قصر بيت الدين) je palača iz 19. stoletja v mestu Beit ed-Dine v Libanonu. Gosti letni festival Beit ed-Dine in muzej palače.

## Zgodovina
Emir Bašir Šihab II. iz rodvbine Šihab, ki je kasneje postal vladar Emirata gorsk libanon, je zgradil palačo med letoma 1788 in 1818 na mestu druzijske puščavnice. Po letu 1840 so palačo uporabljali Osmani kot vladno stavbo. Med francoskim mandatom je služila kot lokalni upravni urad.
Leta 1943 je bila palača razglašena za predsednikovo uradno poletno rezidenco. Med libanonsko državljansko vojno je bila močno poškodovana. Deli palače so danes odprti za javnost, medtem ko je preostali del še vedno predsednikova poletna rezidenca.
Zbiranje vojakov tukaj za vdor v Sirijo pod Ibrahim pašo je zapisano v opombah k poetični ilustraciji Letitie Elizabeth Landon The Gathering of the Chieftains at Beteddein k gravuri slike (ki prikazuje palačo) Williama Henryja Bartletta v Fisherjevi Drawing Room Scrap Book, 1839.

## Ogled palače
Glavni vhod vodi na dvorišče velikosti 107 x 45 metrov. Ob desni strani tega dvorišča je dvonadstropno krilo Al-Madafa, ki je nekoč služilo za sprejem gostov.
Vhod v osrednji del palače, Dar El Wousta, je z dvojnega stopnišča na skrajnem zahodnem koncu dvorišča. Od te točke naprej se impresiven, a strog videz zunanjega dvorišča in stavb umakne čudoviti arhitekturi s čudovitimi arkadami, balkoni v obliki mandalone, fontanami, fasadami, sobami z izrezljanim in poslikanim cedrovim lesom, okrašenim z arabsko kaligrafijo, starinskim pohištvom, intarziranim marmorjem in finimi mozaiki. Ti prostori so služili kot pisarne in sprejemni saloni.
Na skrajnem koncu tega dvorišča se dvigajo zasebni apartmaji, Dar el Harim, sestavljeni iz velike in bogato okrašene fasade, zgornjega harema, selamlika, spodnjega harema in kuhinj.
Na severnem robu predela Dar El Harim je hamam.
Za hamamom je v senci dreves grobnica emirja Baširja Šehaba II. in njegove prve žene.
- Vhodna vrata
- Mrežasti balkon, zaprt z zapletenim lesenim delom
- Izrezljana cedra
- Notranja dvorana
- Kopališče

## Festival Beit ed-Dine
Vsak julij in avgust že od leta 1985 tukaj poteka znani glasbeni festival. Od leta 1997 je bila na zunanjem dvorišču palače zgrajena tribuna za gledalce s približno 5000 sedeži. Leta 2010 je na primer nastopil Max Raabe.